# 김제동의 톡투유2
《김제동의 톡투유2》는 JTBC의 교양시사 방송된 토크 쇼이다. 동일 방송사의 김제동의 톡투유 - 걱정 말아요! 그대의 후속작이며 '행복한가요 그대'라는 부제와 연관 지어, '행복'에 초점을 맞추어 토크 쇼를 진행한다. 이전작과 같이 청중 중심으로 방송이 진행된다. 2018년 5월 29일부터 2018년 9월 25일까지 15부작으로 종영되었다.

## 방송 시간
| 방송 채널 | 방송 기간                             | 방송 시간          |
| --------- | ------------------------------------- | ------------------ |
| JTBC      | 2015년 5월 3일 ~ 2015년 10월 18일     | 일요일 밤 9시 50분 |
| JTBC      | 1기 2015년 5월 3일 ~ 2017년 6월 18일  | 일요일 밤 11시     |
| JTBC      | 2기 2018년 5월 29일 ~ 2018년 9월 25일 | 화요일 밤 9시 30분 |

## 출연진

### MC
- 진행 김제동 : 2018년 5월 29일 ~ 2018년 9월 25일
- 서브 유리 : 2018년 5월 29일 ~ 2018년 9월 25일

### 패널
- 정재찬 : 2018년 5월 29일 ~ 2018년 9월 25일
- 커피소년 : 2018년 5월 29일 ~ 2018년 9월 25일
- 제이레빗 : 2018년 5월 29일 ~ 2018년 9월 25일
- 폴킴 : 2018년 5월 29일 ~ 2018년 9월 25일

## 에피소드 목록
| 회차 | 방영일          | 주제        | 게스트       | 장소                      |
| ---- | --------------- | ----------- | ------------ | ------------------------- |
| 1회  | 2018년 5월 29일 | 요즘 문득   | 이효리       | 서울과학기술대학교        |
| 2회  | 2018년 6월 19일 | 씹다        | 유재명       | 부산대학교                |
| 3회  | 2018년 6월 26일 | 다시 보기   | 이승엽       | 아주대학교                |
| 4회  | 2018년 7월 3일  | 사소한 일상 | 정은채       | 전남대학교                |
| 5회  | 2018년 7월 10일 | 타다        | 청하, 류수영 | 강릉원주대학교 해람문화관 |
| 6회  | 2018년 7월 17일 | 눈치        | 박미선       | 경인교육대학교            |
| 7회  | 2018년 7월 24일 | 빠짐        | 나연, 지효   | 한국과학기술원            |
| 8회  | 2018년 7월 31일 | 바보        | 하하, 스컬   | 평택남부문화예술회관      |
| 9회  | 2018년 8월 7일  | 팔자        | 황정민       | 충북대학교                |
| 10회 | 2018년 8월 14일 | 삼시세끼    | 김성령       | 가천대학교                |
| 11회 | 2018년 8월 21일 | 커피        | 소유, 하니   | 남한산성아트홀            |
| 12회 | 2018년 9월 4일  | 타이밍      | 이국주       | 서울과학기술대학교        |
| 13회 | 2018년 9월 11일 | 부심        | 이청아       | 창원대학교                |
| 14회 | 2018년 9월 18일 | 길          | 양희은       | 전북대학교                |
| 15회 | 2018년 9월 25일 | 끝          | 윤도현       | 인천중구문화회관          |

## 시청률
| 회차   | 방송일          | 시청률 |
| ------ | --------------- | ------ |
| 제1회  | 2018년 5월 29일 | 3.7%   |
| 제2회  | 2018년 6월 19일 | 3.1%   |
| 제3회  | 2018년 6월 26일 | 4.8%   |
| 제4회  | 2018년 7월 3일  | 3.8%   |
| 제5회  | 2018년 7월 10일 | 3.4%   |
| 제6회  | 2018년 7월 17일 | 3.5%   |
| 제7회  | 2018년 7월 24일 | 3.7%   |
| 제8회  | 2018년 7월 31일 | 3.0%   |
| 제9회  | 2018년 8월 7일  | 4.0%   |
| 제10회 | 2018년 8월 14일 | 4.1%   |
| 제11회 | 2018년 8월 21일 | 4.3%   |
| 제12회 | 2018년 9월 4일  | 4.2%   |
| 제13회 | 2018년 9월 11일 | 3.0%   |
| 제14회 | 2018년 9월 18일 | 3.0%   |
| 제15회 | 2018년 9월 25일 | 3.0%   |

- AGB닐슨 미디어 리서치에서 공개한 자료(네이버, 다음 사이트를 통해 공개)를 작성한 시청률이다.

## 같이 보기
- 김제동의 톡투유 - 걱정 말아요! 그대